# مستر أولمبيا 1996
بطولة مستر أولمبيا 1994 هي النسخة الثانية والثلاثون من بطولة مستر أولمبيا للمحترفين بكمال الأجسام، أقيمت نهائياتها في 21 سبتمبر 1996، في قاعة مسرح آري كراون، بمدينة شيكاغو بولاية إلينويز الأمريكية.

## نظرة عامة
حمل لقب هذه البطولة الإنجليزي دوريان يتس للمرة الخامسة على التوالي.

## النتائج الكاملة
| المركز | الاسم           | الدولة                       | الجائزة المالية |
| ------ | --------------- | ---------------------------- | --------------- |
| 1      | دوريان يتس      | إنجلترا                      | 110,000 $       |
| 2      | شون راي         | الولايات المتحدة             | 50,000 $        |
| 3      | كيفين ليفرون    | الولايات المتحدة             | 30,000 $        |
| 4      | فليكس ويلر      | الولايات المتحدة             | 25,000 $        |
| 5      | بول ديليت       | كندا                         | 15,000 $        |
| 6      | روني كولمان     | الولايات المتحدة             | 12,000 $        |
| 7      | كريس كورميير    | الولايات المتحدة             | 8,000 $         |
| 8      | جين بيير فوكس   | سويسرا                       | 7,000 $         |
| 9      | تشارلز كليرمونت | باربادوس                     | 6,000 $         |
| 10     | مايك فرانسوا    | الولايات المتحدة             | 5,000 $         |
| 11     | آرون بيكر       | الولايات المتحدة             |                 |
| 12     | رولاند تشيرلوك  | ألمانيا                      |                 |
| 13     | مايك ماتارازو   | الولايات المتحدة             |                 |
| DQ     | ناصر السنباطي   | جمهورية يوغوسلافيا الاتحادية |                 |

 = يحمل لقب مستر أولمبيا من سنوات سابقة.